# Prosopis cineraria
Prosopis cineraria es una especie de planta con flor de la familia Fabaceae, es nativo de las regiones áridas de Asia Occidental y el subcontinente indio incluyendo Afganistán, Irán, India, Omán, Pakistán, Arabia Saudita, Emiratos Árabes Unidos, y Yemen. Es una especie introducida que se ha establecido en varias partes del Sudeste Asiático, incluyendo Indonesia.
Es el árbol de los estados de Rayastán y Telangana en la India. Un ejemplar grande y bien conocido de la especie es el Árbol de la vida en Baréin, tiene aproximadamente 400 años y crece en un desierto desprovisto de grandes fuentes de agua.
Es también el árbol nacional de los Emiratos Árabes Unidos, a través de la campaña “Give a Ghaf” se incita a los ciudadanos a plantarlo en sus jardines para combatir la desertificación y preservar la herencia de su país.

## Descripción

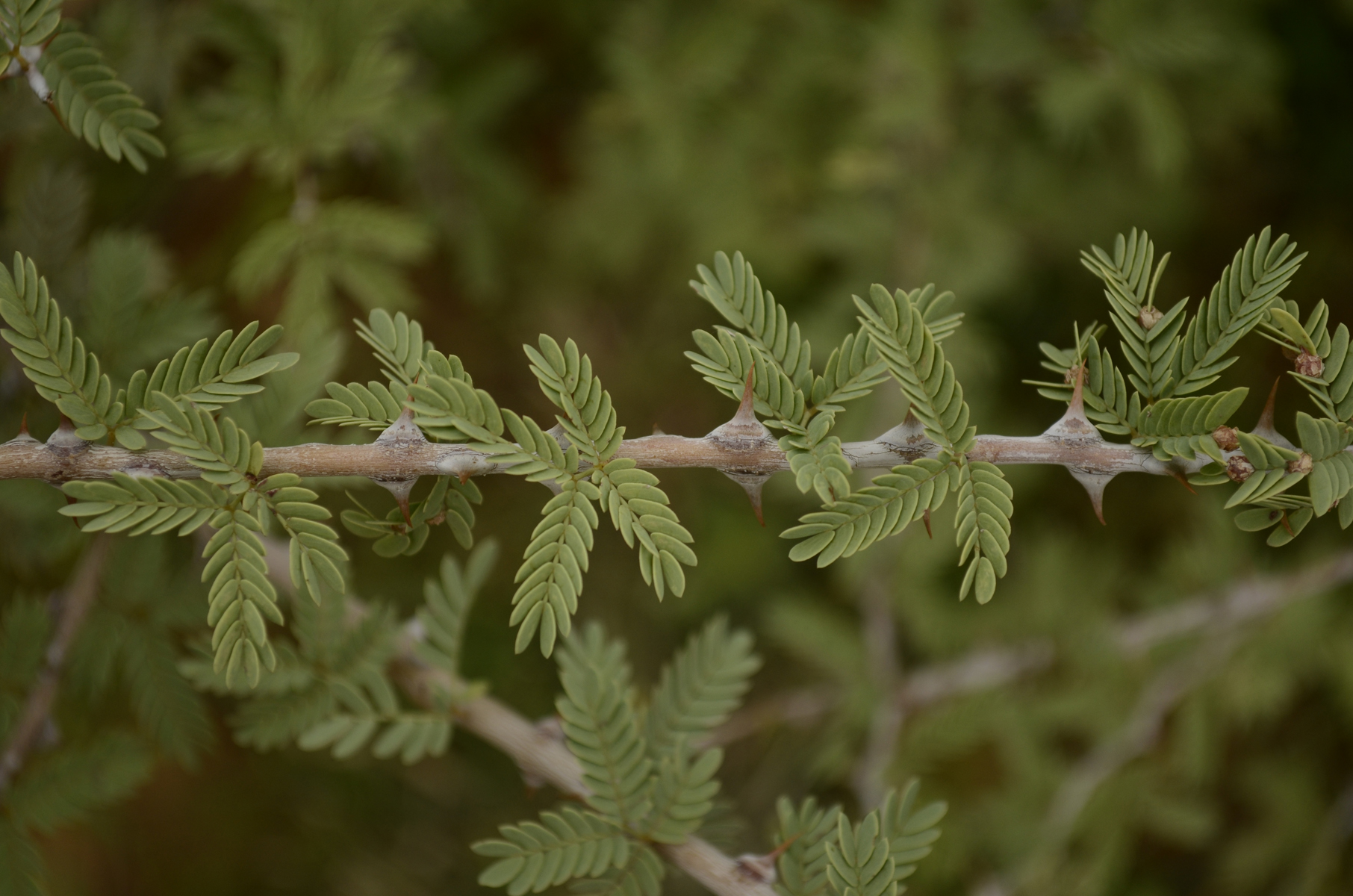
Detalle de rama con espinas.

P. cineraria es un árbol pequeño, que varía en altura entre tres y cinco metros, las hojas son bipinadas, con siete a catorce foliolos en cada uno de uno a tres pinos, las ramas tienen espinas a lo largo de los entrenudos, las flores son pequeñas y de color amarillo cremoso y seguidas por las semillas en las vainas. El árbol se encuentra en condiciones extremadamente áridas, llegando a soportar precipitaciones tan bajas como 75 milímetros anuales (usualmente entre 150 y 400 mm), pero su presencia es indicativo de una capa freática.
La especie también tolera períodos de sequía de hasta ocho meses o más, tiene cierta resistencia a heladas severas y temperaturas de hasta 50 °C y crece a una altitud de 600 m s. n. m. (metros sobre el nivel del mar). El árbol se encuentra en suelos aluviales, gruesos, arenosos, y a menudo alcalinos, donde el pH puede elevarse a 9-8. También crece en zonas costeras con alta salinidad. Bajo condiciones menos extremas, P.scineraria, a menudo en colaboración con Acacia tortilis, conforma bosques secos, que son de gran importancia en el ecosistema del desierto.
Existe una gran variación fenotípica entre los individuos en la forma del ápice, crecimiento y ramificación. Su estructura radicular es largo y bien desarrollado, el crecimiento por encima del suelo es lento, pero las raíces descienden cada vez más hasta alcanzar aguas subterráneas. Esta profundidad le permite un agarre firme al suelo y asegurar un suministro de agua. Una vez se estableció que una raíz principal podría bajar hasta 35 metros.

## Usos

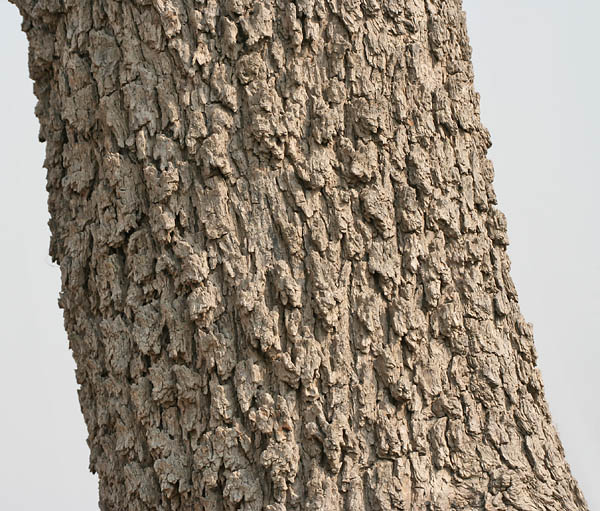
Detalle del tronco.

La madera es dura, bastante duradera y proporciona una excelente leña (5000 kcal/kg), se ha reportado un rendimiento de 2,9 m³/ha/año. Las hojas se aprovechan como forraje para animales como camellos, cabras y burros, un árbol adulto de tamaño medio puede producir entre 40 y 60 kg de hojas secas como cosechas forrajeras al año, estas contienen un 13 % de proteína, 20 % de fibra, y hasta 18 % de calcio . El árbol las produce en pleno verano, cuando otros árboles suelen estar deshojados, las vainas también sirven de alimento ya que contienen una pulpa dulce y seca, son comidas por la gente en algunas áreas como un vegetal. en Rajastán, las vainas verdes llamadas "sangri" se ponen a secar luego de ser recolectadas y se comen. Los taninos del tronco son útiles en las curtiembres, la resina y corteza son excelentes antisépticos y agentes antiinflamatorios, la corteza y las flores también son valiosas en la producción de miel y en la medicina herbaria.
P. cineraria estabiliza las dunas de arena a través de su extenso sistema radicular. Debido a la profundidad de sus raíces, los árboles no compiten por humedad o nutrientes con los cultivos. Los rendimientos en las zonas semiáridas incluso aumentan debido a la mayor cantidad de materia orgánica, nitrógeno, fósforo, calcio soluble y un pH más bajo.

## Nombre común
Los nombres comunes incluyen "Ghaf" en árabe, "Khejri" o "Árbol de Loong" en Rajastán, "Janty" (जांटी) en bishnoi, "Jund" panyabí, "Kahoor" en baluchi, "Kandi" en sindi, "Banni" o "Shami" en canarés, "Gandasein" en Birmania, "Vanni" en tamil, "Jammi" en télugu, "Chaunkra", "Jant" o "Janti", "Khar", "Khejri" o "Khejra", "Sami" y "Shami" maratí e hindi, "Khijdo" en guyaratí, "Vanni-andara", "Katu andara", "Kalapu andara" y "Lunu andara" en cingalés.

## Significado religioso

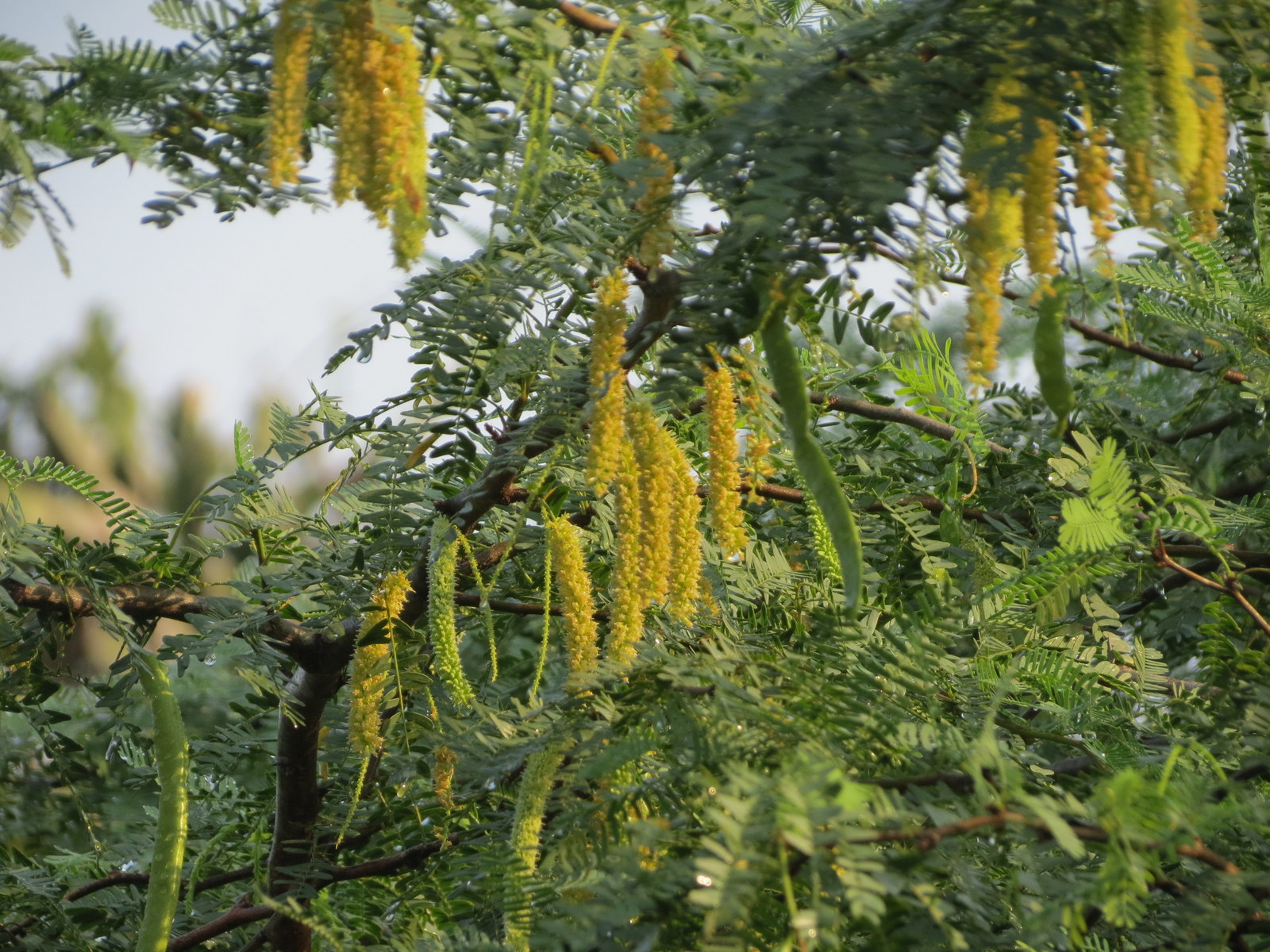
Inflorescencias.

Este árbol es venerado entre hinduistas como parte del festival de Dasara, sobre todo durante el décimo día. Históricamente entre los Rajput, los Rana (sumos sacerdotes) y el rey solían hacer el culto y luego liberar un arrendajo que era considerado el pájaro sagrado de Rama.
En el Decán, como parte del ritual del décimo día de Dasara, los marathas disparan flechas hacia la hojas y recogen las que caen en sus turbantes.
En Karnataka, Acacia ferruginea es llamado localmente “Banni mara” en lugar del árbol canónico P. cineraria.
En el Mahabharata, los Pándavas son conocidos por haber pasado su decimotercer año de exilio ocultos en el reino de Virata. Antes de irse, colgaron sus armas celestiales en este árbol para ocultarlas, cuando regresaron después de un año, encontraron sus armas seguras entre las ramas y antes de tomarlas, adoraron al árbol y le agradecieron por mantenerlas a salvo.  
También hay algunas referencias no confirmadas que consideran Acacia ferruginea como el árbol que es venerado en día Vijay-Dashami. En todo caso, según referencias históricas P. cineraria sería el verdadero árbol conocido como “Banni mara”.